# Jamba

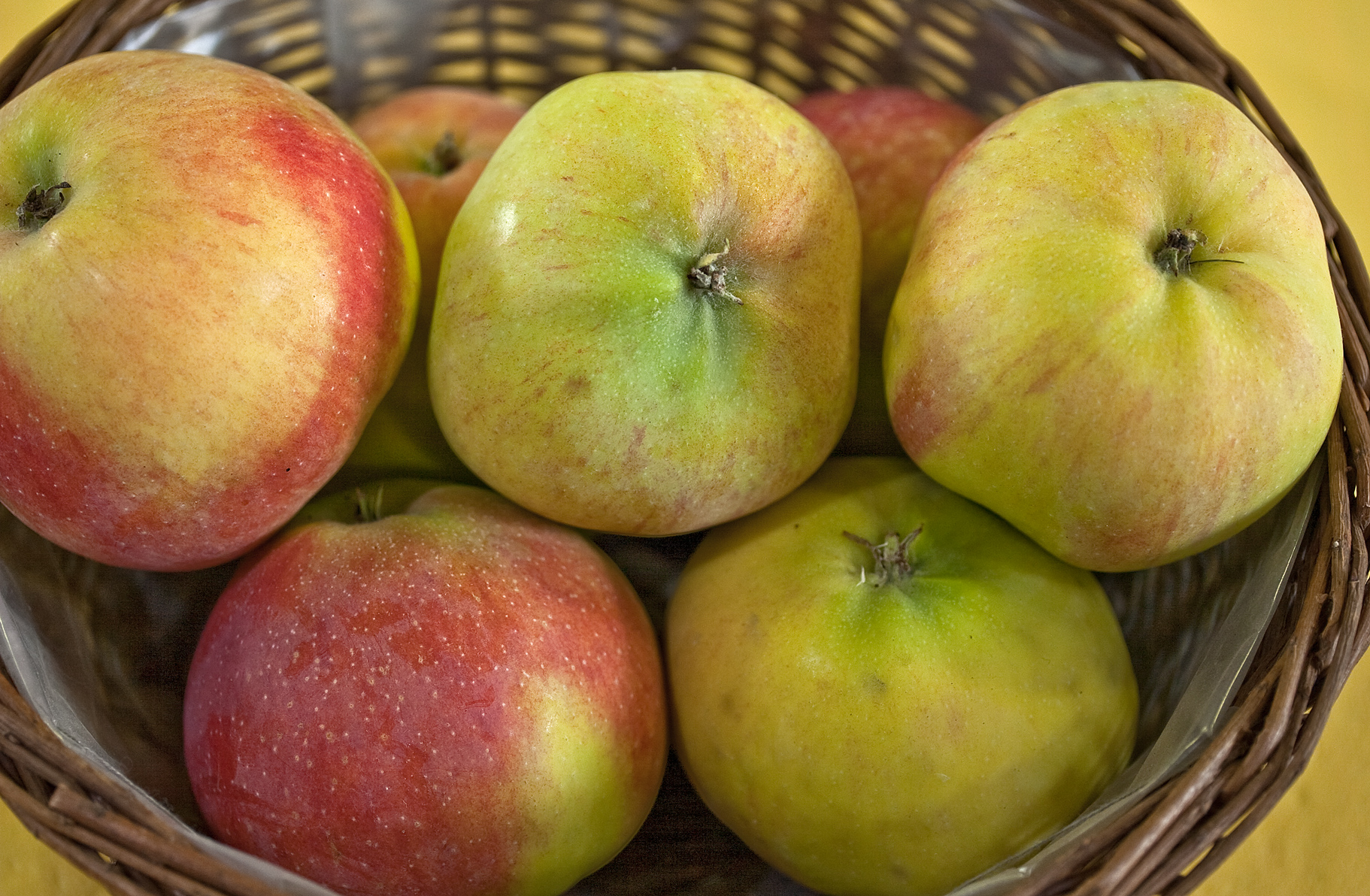
Jamba

Jamba är en äppelsort som ursprungligen kommer från Tyskland. Äpplet är en korsning mellan Melba och James Grieve. Jamba är ett relativt stort äpple och har ett fett skal som är rätt tunt. Köttet på äpplet är löst, saftigt och har en aning syrlig smak. Äpplet mognar från augusti till septembers början. Jamba är främst ett ätäpple, och äpplen som pollineras av Jamba är Aroma, Discovery, Filippa, Gloster, Ingrid Marie, James Grieve, Julyred, Katja, Lobo, Quinte, Summerred och Transparente blanche. I Sverige odlas Jamba gynnsammast i zon 1-3.